# Кузнецов Максим Романович
Максим Кузнецов (рос. Максим Кузнецов, нар. 24 березня 1977, Павлодар) — казахський хокеїст, що грав на позиції захисника.
Володар Кубка Стенлі. 

## Ігрова кар'єра
Хокейну кар'єру розпочав 1994 року виступами за команду «Динамо» (Москва).
1995 року був обраний на драфті НХЛ під 26-м загальним номером командою «Детройт Ред-Вінгс». 
Протягом професійної клубної ігрової кар'єри, що тривала 14 років, захищав кольори команд «Трактор», «Витязь», «Авангард» (Омськ), СКА (Санкт-Петербург, «Динамо» (Москва), «Лос-Анджелес Кінгс» та  «Детройт Ред-Вінгс».
Загалом провів 136 матчів у НХЛ.

## Досягнення
- Чемпіон МХЛ в складі «Динамо» (Москва) — 1995.
- Володар Кубка Стенлі в складі «Детройт Ред-Вінгс» — 2002 (його ім'я відсутне на Кубку Стенлі через малу кількість матчів).
- Чемпіон Росії в складі «Динамо» (Москва) — 2005.

## Статистика
| Сезон        | Клуб                    | Ліга         | Регулярний сезон | Регулярний сезон | Регулярний сезон | Регулярний сезон | Регулярний сезон | Плей-оф | Плей-оф | Плей-оф | Плей-оф | Плей-оф |
| Сезон        | Клуб                    | Ліга         | І                | Г                | П                | О                | ШХ               | І       | Г       | П       | О       | ШХ      |
| ------------ | ----------------------- | ------------ | ---------------- | ---------------- | ---------------- | ---------------- | ---------------- | ------- | ------- | ------- | ------- | ------- |
| 1994–95      | «Динамо» (Москва)       | МХЛ          | 11               | 0                | 0                | 0                | 8                | —       | —       | —       | —       | —       |
| 1995–96      | «Динамо» (Москва)       | МХЛ          | 9                | 1                | 1                | 2                | 22               | 4       | 0       | 0       | 0       | 0       |
| 1996–97      | «Динамо» (Москва)       | Росія        | 23               | 0                | 2                | 2                | 16               | —       | —       | —       | —       | —       |
| 1996-97      | «Адірондак Ред-Вінгс»   | АХЛ          | 2                | 0                | 1                | 1                | 6                | 2       | 0       | 0       | 0       | 0       |
| 1997-98      | «Адірондак Ред-Вінгс»   | АХЛ          | 51               | 5                | 5                | 10               | 43               | 3       | 0       | 1       | 1       | 4       |
| 1998-99      | «Адірондак Ред-Вінгс»   | АХЛ          | 60               | 0                | 4                | 4                | 30               | 3       | 0       | 0       | 0       | 0       |
| 1999-00      | «Цинциннаті Майті Дакс» | АХЛ          | 47               | 2                | 9                | 11               | 36               | —       | —       | —       | —       | —       |
| 2000–01      | «Детройт Ред-Вінгс»     | НХЛ          | 25               | 1                | 2                | 3                | 23               | —       | —       | —       | —       | —       |
| 2001–02      | «Детройт Ред-Вінгс»     | НХЛ          | 39               | 1                | 2                | 3                | 40               | —       | —       | —       | —       | —       |
| 2001–02      | «Цинциннаті Майті Дакс» | АХЛ          | 7                | 1                | 0                | 1                | 4                | —       | —       | —       | —       | —       |
| 2002–03      | «Детройт Ред-Вінгс»     | НХЛ          | 53               | 0                | 3                | 3                | 54               | —       | —       | —       | —       | —       |
| 2002-03      | «Лос-Анджелес Кінгс»    | НХЛ          | 3                | 0                | 0                | 0                | 0                | —       | —       | —       | —       | —       |
| 2003–04      | «Лос-Анджелес Кінгс»    | НХЛ          | 16               | 0                | 1                | 1                | 20               | —       | —       | —       | —       | —       |
| 2003–04      | «Манчестер Монархс»     | АХЛ          | 39               | 2                | 8                | 10               | 57               | 2       | 0       | 0       | 0       | 4       |
| 2004-05      | «Динамо» (Москва)       | Росія        | 10               | 0                | 0                | 0                | 24               | —       | —       | —       | —       | —       |
| 2004-05      | СКА (Санкт-Петербург    | Росія        | 34               | 4                | 6                | 10               | 72               | —       | —       | —       | —       | —       |
| 2005–06      | «Авангард» (Омськ)      | Росія        | 6                | 0                | 1                | 1                | 6                | —       | —       | —       | —       | —       |
| 2005-06      | СКА (Санкт-Петербург    | Росія        | 15               | 1                | 0                | 1                | 26               | 3       | 0       | 0       | 0       | 4       |
| 2006–07      | СКА (Санкт-Петербург    | Росія        | 14               | 0                | 1                | 1                | 12               | —       | —       | —       | —       | —       |
| 2007-08      | «Витязь»                | Росія        | 31               | 2                | 1                | 3                | 67               | —       | —       | —       | —       | —       |
| 2008–09      | «Трактор»               | КХЛ          | 10               | 0                | 0                | 0                | 16               | —       | —       | —       | —       | —       |
| Усього в НХЛ | Усього в НХЛ            | Усього в НХЛ | 136              | 2                | 8                | 10               | 137              | —       | —       | —       | —       | —       |